# Expedición Británica a la Tierra de Graham
La Expedición Británica a la Tierra de Graham (o BGLE, por su nombre en inglés), fue una expedición geofísica y de exploración llevada a cabo entre 1934 y 1937 en la Península Antártica (denominada Tierra de Graham, por la cartografía británica). Bajo el conducción de John Riddoch Rymill, la expedición pasó dos años en la Antártida, llegando a determinar que la Tierra de Graham era una península.
La expedición hizo uso de una combinación de prácticas tradicionales y modernas en la exploración de la Antártida, utilizando equipos de perros y trineos de motor, así como de aviones de exploración de un solo motor (De Havilland Fox Moth). El viaje a  la Antártida fue realizado en un viejo velero de tres mástiles llamado Penola, que tenía un motor auxiliar poco fiable Otros  suministros adicionales fueron llevados en la nave Discovery II.
La expedición fue una de las últimas misiones a la Antártida llevada a cabo con financiamiento privado, con sólo una parte de los gastos cubiertos por el gobierno del Reino Unido. Aunque la expedición contó con un presupuesto muy reducido, tuvo éxito en alcanzar los objetivos científicos propuestos. Se realizaron fotografías aéreas y se cartografío alrededor de 1600 km de la costa de la península antártica. El hallazgo más importante fue que el hipotético cruce entre el mar de Weddell y el mar de Bellingshausen no existía y que la Tierra de Graham era una península no un archipiélago.
Uno de los participantes de la Expedición Británica a la Tierra de Graham fue el Dr. Brian Roberts Birley, quien más tarde contribuyó a la redacción del Tratado Antártico.